# Pius Haugg
Pius Haugg (* 16. Mai 1905 in Donauwörth; † 6. Juni 1978 ebenda) war ein deutscher Politiker (CSU, BP).

## Leben und Beruf
Haugg legte 1923 die Absolvia an St. Stephan in Donauwörth ab. Anschließend studierte er Altphilologie an der Ludwig-Maximilians-Universität München und schloss seine Ausbildung mit dem zweiten Staatsexamen 1928 ab. Neben dem Studium war er als Hauslehrer bei der Gräfin Ingelheim tätig. Zudem studierte er Musik und war ab 1934 auch Leiter der gräflich-ingelheimschen Gutsverwaltung. Von 1937 bis 1938 war aus politischen Gründen in Haft. Anschließend arbeitete er als Opernsänger in Rudolstadt und Beuthen. Von 1943 bis 1945 nahm er als Soldat am Zweiten Weltkrieg teil.
Nach Kriegsende war Haugg als Lehrer in Donauwörth tätig. 1946 ging er als Leiter der Singschule nach Augsburg, kehrte aber bereits im Februar 1947 als Studienrat in seine Heimatstadt zurück. 1948 wurde er Vorstandsmitglied des schwäbischen Kulturrings.

## Politik
Nach dem Zweiten Weltkrieg engagierte sich Hauff zunächst in der CSU, für die er in den Donauwörther Stadtrat gewählt wurde und 1945 auch kurzzeitig zweiter Bürgermeister war. 1946 wurde er in den Bayerischen Landtag gewählt. Am 28. September 1950 trat er nach jahrelangen Konflikten mit der Donauwörther CSU aus dieser aus und blieb bis zum Ende der Wahlperiode fraktionslos. Im Landtag war er vom 29. Januar 1947 bis zum 28. April 1949 Vorsitzender des Ausschusses für Besoldungsfragen. Später schloss er sich der Bayernpartei an, für die er bei der Bundestagswahl 1969 erfolglos auf der bayerischen Landesliste kandidierte.